# Resultados do Carnaval de Santa Cruz do Sul
Resultados do Carnaval de Santa Cruz do Sul.

## 1998
| Colocação | Escola            | Ref.  |
| --------- | ----------------- | ----- |
| 1º        | Imperatriz do Sol | [ 1 ] |

## 1999
Desfile sem avaliação.

## 2000
| Colocação | Escola               | Ref.  |
| --------- | -------------------- | ----- |
| 1º        | Unidos de Santa Cruz | [ 2 ] |
| 2º        | Imperatriz do Sol    | [ 2 ] |
| 3º        | SER Esperança        | [ 2 ] |

## 2001
| Colocação | Escola            | Ref.  |
| --------- | ----------------- | ----- |
| 1º        | Imperatriz do Sol | [ 3 ] |

## 2002
| Grupo A   | Grupo A              | Grupo A   | Grupo A   | Grupo A |
| Colocação | Escola               | Pontos    | Nota      | Ref.    |
| --------- | -------------------- | --------- | --------- | ------- |
| 1º        | Imperatriz do Sol    | 168,5     |           | [ 4 ]   |
| 2º        | Unidos de Santa Cruz | 163       |           | [ 4 ]   |
| *         | SER Esperança        | *         | Rebaixada | [ 4 ]   |
| Grupo B   |                      |           |           |         |
| Colocação | Escola               | Pontos    | Nota      | Ref.    |
| 1º        | 13 de Maio           | Promovida | 70,5      | [ 4 ]   |
| 2º        | Império da Torrano   | *         | *         | [ 4 ]   |

## 2003
| Colocação | Escola               | Ref.  |
| --------- | -------------------- | ----- |
| 1º        | Unidos de Santa Cruz | [ 5 ] |

## 2004
| Colocação | Escola                | Pontos | Desempate                | Ref.  |
| --------- | --------------------- | ------ | ------------------------ | ----- |
| 1º        | Imperatriz do Sol     | 190    | Maior número de notas 10 | [ 6 ] |
| 2º        | Império da Zona Norte | 190    |                          | [ 6 ] |

## 2005
| Colocação | Escola            | Ref.  |
| --------- | ----------------- | ----- |
| 1º        | Imperatriz do Sol | [ 7 ] |

## 2006
| Colocação | Escola                      | Pontos | Ref.  |
| --------- | --------------------------- | ------ | ----- |
| 1º        | Império da Zona Norte       | 98     | [ 7 ] |
| 2º        | Academia de Samba Bom Jesus | 96     | [ 7 ] |
| 3º        | Imperatriz do Sol           | 92,9   | [ 7 ] |

## 2007
| Grupo A   | Grupo A                     | Grupo A | Grupo A |
| Colocação | Escola                      | Pontos  | Ref.    |
| --------- | --------------------------- | ------- | ------- |
| 1º        | Império da Zona Norte       | 89,3    | [ 8 ]   |
| 2º        | Imperatriz do Sol           | 87,9    | [ 8 ]   |
| 3º        | Unidos de Santa Cruz        | *       | [ 8 ]   |
| *         | Academia de Samba Bom Jesus | *       | [ 8 ]   |
| Grupo B   |                             |         |         |
| Colocação | Escola                      | *       | Ref.    |
| 1º        | Acadêmicos do União         | *       | [ 8 ]   |
| 2º        | SER Esperança               | *       | [ 8 ]   |

## 2008
| Colocação | Escola                      | Pontos | Ref.  |
| --------- | --------------------------- | ------ | ----- |
| 1º        | Império da Zona Norte       | 87     | [ 9 ] |
| 2º        | Imperatriz do Sol           | 87     | [ 9 ] |
| 3º        | Acadêmicos do União         | 83     | [ 9 ] |
| 4º        | Unidos de Santa Cruz        | 83     | [ 9 ] |
| 5º        | Imperadores do Ritmo        | 80,5   | [ 9 ] |
| 6º        | Academia de Samba Bom Jesus | 77     | [ 9 ] |

## 2009
Em 2009 ocorreram apresentações, porém não existiu concurso.

## 2010
| Colocação | Escola                | Pontos | Ref.   |
| --------- | --------------------- | ------ | ------ |
| 1º        | Império da Zona Norte | 90     | [ 11 ] |
| 2º        | Acadêmicos do União   | 89,2   | [ 11 ] |
| 3º        | Imperatriz do Sol     | 88,9   | [ 11 ] |
| 4º        | Unidos de Santa Cruz  | 88,88  | [ 11 ] |
| 5º        | Imperadores do Ritmo  | 86,8   | [ 11 ] |

## 2011
| Colocação | Escola             | Votos | Ref.                 |
| --------- | ------------------ | ----- | -------------------- |
| 1º        | Imperatriz do Sol' | 528   | [ 12 ] [ 13 ] [ 14 ] |

## 2012
| Colocação | Escola                | Pontos | Ref.   |
| --------- | --------------------- | ------ | ------ |
| 1º        | Império da Zona Norte | 89,9   | [ 15 ] |
| 2º        | Imperadores do Ritmo  | 87     | [ 15 ] |
| 3º        | Acadêmicos do União   | 85     | [ 15 ] |

## 2013
| Colocação | Escola                | Pontos | Ref.   |
| --------- | --------------------- | ------ | ------ |
| 1º        | Império da Zona Norte | 178,7  | [ 16 ] |
| 2º        | Acadêmicos do União   | 177,9  | [ 16 ] |
| 3º        | Unidos de Santa Cruz  | 172,9  | [ 16 ] |
| 4º        | Imperadores do Ritmo  | 170,6  | [ 16 ] |
| 5º        | Imperatriz do Sol     | 152,9  | [ 16 ] |

## 2014
| Colocação | Escola                | Pontos | Ref.   |
| --------- | --------------------- | ------ | ------ |
| 1º        | Império da Zona Norte | 179,2  | [ 17 ] |
| 2º        | Imperadores do Ritmo  | 178,7  | [ 17 ] |
| 3º        | Acadêmicos do União   | 178    | [ 17 ] |

## 2015
| Colocação | Escola               | Pontos | Ref.          |
| --------- | -------------------- | ------ | ------------- |
| 1º        | Imperatriz do Sol    | 179,5  | [ 18 ] [ 19 ] |
| 2º        | Imperadores do Ritmo | 179,1  | [ 18 ] [ 19 ] |
| 3º        | Acadêmicos do União  | 178,4  | [ 18 ] [ 19 ] |
| 4º        | Unidos de Santa Cruz | 178,3  | [ 18 ] [ 19 ] |

## 2016
| Colocação | Escola                | Pontos | Ref.          |
| --------- | --------------------- | ------ | ------------- |
| 1º        | Acadêmicos do União   | 179,7  | [ 20 ] [ 21 ] |
| 2º        | Imperadores do Ritmo  | 179,4  | [ 20 ] [ 21 ] |
| 3º        | Imperatriz do Sol     | 178,9  | [ 20 ] [ 21 ] |
| 4º        | Império da Zona Norte | 178    | [ 20 ] [ 21 ] |
| 5º        | Unidos de Santa Cruz  | 173,3  | [ 20 ] [ 21 ] |